# Kaplica św. Mikołaja w Nowosybirsku
Kaplica św. Mikołaja Cudotwórcy (ros. Часовня во имя Святителя и Чудотворца Николая) – jedna z prawosławnych kaplic w Nowosybirsku. Przed przewrotem bolszewickim jeden z symboli miasta. W czasach Imperium Rosyjskiego uważano, że została wzniesiona w geograficznym centrum państwa. W 1930 kaplica została zburzona przez władze sowieckie, a w 1993, już po upadku Związku Radzieckiego staraniem władz kościelnych oraz mieszkańców miasta odbudowana.

## Historia
Decyzja o wzniesieniu kaplicy św. Mikołaja ma związek z jedną z organizacji charytatywnych (zajmowała się ona m.in. opieką nad sierotami i biednymi dziećmi) działających na terenie ówczesnego Nowonikołajewska. W 1913 wysłała ona petycję do władz miejskich oraz władz Cerkwi o zgodę na wzniesienie kaplicy w centrum miasta. Patron kaplicy, św. Mikołaj Cudotwórca, uważany był nie tylko za opiekuna Nowonikołajewska, ale został także wybrany na cześć imperatora Mikołaja II, oraz w związku z obchodzą niedawną trzechsetną rocznicą wstąpienia na tron dynastii Romanowów. Powołano komitet nadzorujący budowę, a opracowanie projektu powierzono architektowi Andriejowi Kriaczkowowi. Fundusze pod budowę nowego obiektu sakralnego w mieście zebrano wśród wiernych. Wznoszenie kaplicy rozpoczęto 20 lipca 1914, w dwudziestą rocznicę budowy mostu kolejowego przez rzekę Ob. Kaplica została zaplanowana w historyzującym stylu rosyjsko-bizantyjskim nawiązującym do architektury Nowogrodu i Pskowa z XIII i XIV wieku. 27 października 1915 została oddana do użytku, a 6 grudnia konsekrował ją biskup tomski i ałtajski (pod którego jurysdykcję kościelną podlegał Nowonikołajewsk) Anatol, który przekazał świątyni relikwie jej patrona św. Mikołaja oraz św. Pantaleona. Kaplica św. Mikołaja zyskała sobie szybko na wielkiej popularności wśród mieszkańców miasta. Pierwotnie podlegała parafii przy Soborze św. Aleksandra Newskiego, jednak już w 1919 zyskała sobie ona status samodzielnej placówki duszpasterskiej.

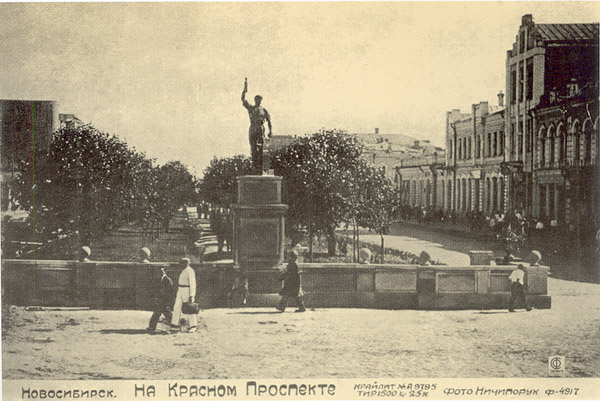
Na miejscu kaplicy w 1930 władze sowieckie umieściły Pomnik Komsomolca

Nastanie władzy sowieckiej zmieniło sytuację kaplicy. Doświadczyła ona m.in. bolszewickiej akcji otwierania relikwii oraz w sposób szczególny w 1922 konfiskaty majątku kościelnego. Pod koniec lat dwudziestych kierownictwo partii w Nowosybirsku inspirowało żądania robotników w sprawie przejęcia na własność budynków cerkiewnych i zamknięcia obiektów kultu pod hasłem walki z zabobonem. Dało to niejako podstawę pod działania władz miejskich, które z uwagi na „żądania i pragnienia robotników” skonfiskowały budynek. 9 listopada 1929 zdecydowano o jego zburzeniu, co zostało ostatecznie zatwierdzone 27 grudnia. Jeszcze przed jej zniszczeniem, kaplicę doszczętnie ogołocono z resztek sprzętów liturgicznych, elementów dekoracyjnych, całego wyposażenia oraz ikon. Ich los jest do dzisiaj nieznany. 29 stycznia 1930 kaplica została wyburzona. Na zebraniach różnych komitetów dyskutowano co postawić na tym miejscu. Większość popierała pomysł budowy pomnika, który miałby upamiętnić bohaterów rewolucji. Pojawiły się jednak także pomysły by miejsce to pozostawić puste lub zagospodarować je fontanną lub małym obserwatorium astronomicznym. Ostatecznie na miejscu dawnej kaplicy postawiono Pomnik Komsomolca. W 1938 zastąpiono go natomiast pomnikiem Józefa Stalina, który został zdemontowany w latach 50. na fali procesu destalinizacji prowadzonego przez Nikitę Chruszczowa. Od tego czasu aż do rozpadu Związku Radzieckiego teren ten pozostawał pusty.

## Kaplica obecnie

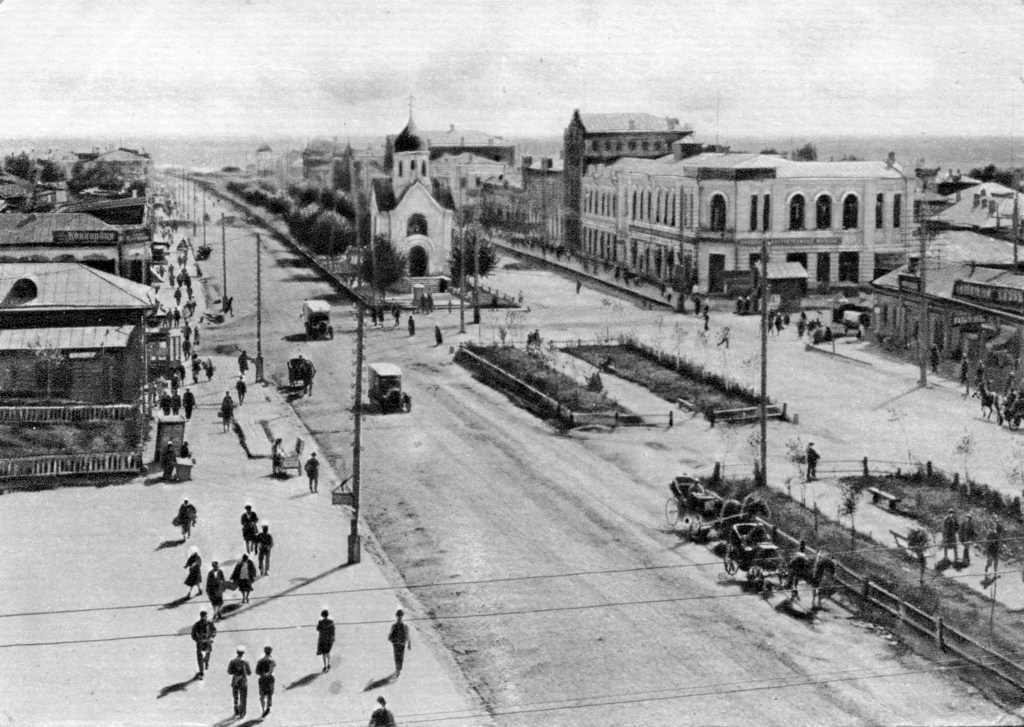
Kaplica św. Mikołaja w latach dwudziestych XX wieku

21 września 1991 duchowieństwo z biskupem nowosybirskim i barnaulskim Tichonem na czele oraz wierni przeszli w procesji z soboru Wniebowstąpienia Pańskiego na miejsce dawnej kaplicy św. Mikołaja. Tego samego dnia poświęcono oraz wmurowano kamień węgielny pod mającą zostać wkrótce odbudowaną świątynię. Wkrótce rozpoczęła się jej rekonstrukcja, którą ukończono w 1993, na stulecie praw miejskich Nowosybirska. Autorem projektu był Aleksandr Czernobrowcew. 22/23 maja dokonano ponownej konsekracji świątyni. Odbudowana świątynia jest nieznacznie większa od oryginału, została też umiejscowiona w trochę innej pozycji niż jej poprzedniczka. W 2002 Boską Liturgię w kaplicy odprawił patriarcha moskiewski Aleksy II, który przekazał jej nową ikonę św. Mikołaja. W 2003 Monaster Daniłowski w Moskwie przekazał na potrzeby nowosybirskiej kaplicy relikwie św. Mikołaja. W 2012 wyemitowano pamiątkowe monety przedstawiające kaplicę św. Mikołaja, jako jeden z symboli Nowosybirska.